# Regent Records

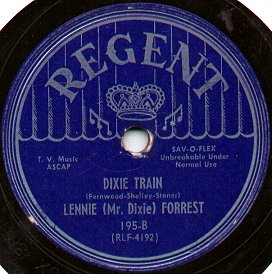
78er des früheren Regent-Label

Regent Records war ein US-amerikanisches Plattenlabel, das seit den 1920er Jahren bestand und später ein Sublabel von Savoy Records für die Bereiche Rhythm and Blues, Rock & Roll und Jazz wurde.
Auf dem Label Regent Records wurden seit den 1920er Jahren 78er u. a. von dem Al Trace Orchestra (Linger Awhile), dem Lightning Trio und anderen Swing- und Tanzmusik-Formationen veröffentlicht. Ende der 1940er Jahre wurde das Unternehmen von Savoy Records übernommen.
Seitdem erschienen auf Regent 78er, Singles (u. a. von Erroll Garner) und circa 30 Jazz-LPs. Auf Regent veröffentlichte Savoy neben Klassik und Tanzmusik vor allem Rhythm and Blues, frühen Rock & Roll und Jazz von Dorothy Ashby/Frank Wess, Mildred Bailey, Milt Buckner, Wild Bill Davison, Billy Eckstine, Mary Ann McCall (Easy Living), Johnny Otis, Ben Pollack, Charlie Ventura und Joe Williams.
Alben von Regent waren in den 1950er Jahren The Cool Sound of Pepper Adams, Jazz Eyes von John Jenkins und Donald Byrd, Jazz South Pacific von J. J. Johnson, Singing and Swinging, u. a. mit Annie Ross, Milt Jackson und Shorty Rogers (1956),  School Days von Dizzy Gillespie, Milt Jackson und Joe Carroll sowie  Jazz...It’s Magic! mit Tommy Flanagan, Curtis Fuller und Sonny Red.